# Mefedron
A mefedron, vagy más néven a 4-metilmetkatinon (4-MMC), vagy 4-metilefedron egy szintetikus kábítószer-stimuláns, és entaktogén vegyület, ami az amfetaminok és katinonok osztályába sorolható. Korábban legális kedélyjavítóként jegyezték. Néha metilonnal keverve árulták. A Mefedront kapszula, tabletta vagy fehér mikrokristály formájában került forgalomba. Lenyelés, orrba szippantás, vagy intravénás injekció útján juttatják a szervezetbe. 2009-ben a negyedik legnépszerűbb utcai kábítószerként tartották számon Angliában közvetlenül a marihuána, a kokain, és az extasy mögött. Nemzetközi szlengnevei közé tartozik a mef, bordó és MKAT. Magyarországon a kat nevű növény és a katinon nevű vegyület után a „Kati” szlengnéven ismerik.
A hatósági jelentések alapján a 4-mmc (mefedron) valamikor 2010 tavaszán ütötte fel a fejét hazánkban. Az Egyesült Királyságban már komoly népszerűséget szerzett szer Magyarországon is gyors terjedésnek indult. 
A jelenség fő oka az akkori törvényi szabályozás, amely nem jelentett megoldást az újonnan megjelent „új szintetikusok” korlátozására. A másik lényegi tényező, hogy az MDMA piaca ekkorra már leáldozóban volt, s a partizók körében komoly igény mutatkozott egy jól használható alternatívára.
A mefedront internetes webshopokban értékesítették sokszor fürdősó, vagy növénytápszer megnevezéssel, anélkül, hogy ez a tevékenység bárminemű jogi korlátozásba ütközött volna, az alkoholhoz hasonlítva is filléres áron. Mindehhez általában telefonos ügyfélszolgálat és Non-Stop rendelési lehetőség is tartozott.
Az új jelenség árnyoldalai is egyre inkább megmutatkoztak. A hazai toxikológiákon általánossá vált a kati-túladagolt, túlpörgött, dehidratált fiatalok látványa. A széles körű elterjedésnek, a diszkont árnak, valamint könnyű beszerezhetőségnek „köszönhetően” olyanokhoz is eljutott a szer, akiket addig a törvényi szabályozások visszatartottak.
Olyan emberek kezébe került egy igen potens (kb. 20 mg-tól aktív) tudatmódosító anyag, akik nemhogy alkalmas mérőeszközzel nem rendelkeztek, de sokszor még azt sem tudták pontosan, mi az amit használnak.
2011 januárjától tiltólistára került a 4-MMC, azonban szinte azonnal megjelent a metilon (βk-MDMA), mint alternatívája. A következő másfél évben macska-egér harc folyt a kereskedők és a szabályozást alkotó szervek között, hiszen amint betiltottak valamit, némi módosítással megjelent valami, ami leváltotta.
2012 áprilisától hatályba lépett Magyarországon a C-lista, amely egy modernebb ún. generikus (általános) szabályozással lép fel az újonnan megjelenő kábítószerek ellen.

## Fordítás
- Ez a szócikk részben vagy egészben a Mephedrone című angol Wikipédia-szócikk fordításán alapul.  Az eredeti cikk szerkesztőit annak laptörténete sorolja fel. Ez a jelzés csupán a megfogalmazás eredetét és a szerzői jogokat jelzi, nem szolgál a cikkben szereplő információk forrásmegjelöléseként.

## Külső hivatkozások
- 2011-től nem legális a Mefedron használata
- Daath.hu "új szintetikus szerek" fórum topic-ja (mára zárolt)
- http://drogriporter.hu/mefedronklsz
- http://drogriporter.hu/mediamefi
- http://drogriporter.hu/mediamonitor/mefiutod_index
- https://index.hu/video/2010/09/02/lehet_hogy_a_legveszelyesebb_drog_lehet_hogy_artalmatlan/?cp=3
- http://daath.hu/showSubstance.php?id=17